# 亞拉巴馬地圖龜
亞拉巴馬地圖龜是地圖龜屬下的一種龜，只生活在美國莫比爾灣部份地區。它与其它同属的龟的区别在于它的盔甲轴上有一道黑色的长条，长条上有些地方有黑色的斑点延伸出去，但是随着龟的生长这些伸展的斑点会越来越淡漠。1876年7月有人首次在蒙哥马利附近的一座湖里发现了这种龟。1893年它首次被描写和授名。地圖龜屬有九个种。

## 地理分布
亞拉巴馬地圖龜生活在亚拉巴马州的莫比爾灣以及亚拉巴马州、乔治亚州、佛罗里达州、密西西比州的流水中，也许有些也生活在路易斯安那州的流水里。其范围从密西西比州和路易斯安那州的珠河向东到佛罗里达州和亚拉巴马州的黄河。

## 保护状况
國際自然保護聯盟把亞拉巴馬地圖龜列为近危。亚拉巴马把它列为受保护的物种，乔治亚把它列为珍稀物种，密西西比把它列入需要特殊照顾的物种。亞拉巴馬地圖龜受到的最大的威胁在于它们生活在安静的水域，人入侵这样的生态环境打扰它们的生活以及生态环境被破坏或者被分割。

## 描述
地图龟的九个种很容易混淆。尤其其盔甲背部中轴上的那道黑色线条是亞拉巴馬地圖龜的一个区分特征。这条黑色线条不断有横向的肿起。雄性个体长9到12.7厘米，从少年开始一般保持它们的颜色和斑纹。雌性個體背殼可長達18至29.2（11.5英寸），頭部有黃色條紋，她们的头特别大，能够咬破蜗牛和贝壳，她们长大后会逐渐丧失她们的斑纹。亞拉巴馬地圖龜的背甲从橄榄绿到深绿色，成年龟的黑色条纹勉强可见。幼年龟的背甲颜色比较浅，更加是橄榄绿色的。背甲的边缘一般有不明显的网纹和带有黄色条纹或者环的鳞甲。腹甲是黄色的，和背甲相连。每片鳞有黑色的边缘。头上下部横向的条纹可以是相连的，也可以是分开的。下巴上的条纹有横向的也有纵向的。脚和带条纹的尾之间有膜相连。幼年时生长很快，但是成年后立刻变得很慢。雌龟一般在23岁左右成年，可以在自然条件下达到50岁以上。雌龟的喙明显地大，雄龟则有一条长而粗的尾。

## 生态和行为
水温下降到摄氏19度以下亞拉巴馬地圖龜的活动和食欲会骤减，但是似乎不完全进入冬眠。此外至今为止没有观察到它们和其它龟种之间有竞争。它们一般生活在滨海河流的沉积平原上，那里一般有许多贝类。至今为止仅发现一种蛭在春天的时候能够寄生在亞拉巴馬地圖龜上有可能对它们有害。体内的寄生虫有一种棘头动物，但是只有不到四分之一以下的成年龟有这种寄生虫。在一只雌性龟的小肠里发现有一条吸虫。

## 生活环境
亞拉巴馬地圖龜仅生活在美国墨西哥湾的大河入口处，从密西西比州和路易斯安那州的珠河到佛罗里达州和亚拉巴马州的黄河。幼龟和雄龟喜欢有浮木的浅水，雌龟喜欢深一些的水。雌龟也喜欢沙粒比较粗的沙滩。

## 繁殖
雄龟三至四年性成熟，雌龟一直要到约14岁才性成熟。交配期是秋季。雄龟使用它们的嘴来刺激雌龟，而不是像其它龟那样使用它们的前爪，因为它们没有前爪。雌龟平均每季度生29个蛋，平均每季度分四批生。生蛋数量一般根据龟的大小不同。巢一般离水面1至20米的开阔沙滩上。似乎雌龟只选择一定粗度的沙滩。在摄氏29度的情况下孵化期一般为74至79天，但是往往整批蛋均不产。观察到的盗巢物种有白天的乌鸦和夜里的狐狸。成龟最大的天敌是人和鳄鱼。

## 食物
亞拉巴馬地圖龜有多种食物，但是特别喜欢一种。研究显示它最主要的食物是当地数量最多的无脊椎动物：贝壳。体格比较小的雄龟、雌龟和幼龟主要吃昆虫，而成年雌龟则主要吃贝壳。纳食主要在5月到9月间。9月和10月的进食估计主要用作越冬的储存，因为9月初它们停止生长。除了上述食物外它们还吃尸体和植物。

## 外部連結
- Austin's Turtle Page（页面存档备份，存于）
- TIGR Reptile Database上的Graptemys pulchra. 於2013年{{{month}}}月14 April日查閱.